# Društvo sv. Rafaela
Društvo sv. Rafaela bilo je hrvatsko katoličko društvo za zaštitu i pomoć hrvatskim iseljenicima. koje je 1912. godine osnovano zalaganjem zagrebačkog nadbiskupa Antuna Bauera i i zagrebačkih franjevaca. Društvo nosi ime sv. Rafaela.
Društvo je osnovano radi skrbi o hrvatskim iseljenicima. Društvo je osnovano kao dio prakse koje su sprovodile crkvene su vlasti u pojedinim zemljama, koje su iseljenicima iz svojih zemalja slale misionare, a Crkva u Hrvata također je prihvatila tu praksu. 
Društvo je na jedno vrijeme bilo prestalo s radom. Zagrebački nadbiskup Alojzije Stepinac je u svoje doba obnovio ovo društvo, u doba kad je iseljena Hrvatska bila strogo odijeljena od domovine i kad se hrvatsko iseljeništvo velikim dijelom proglašavalo neprijateljskom emigracijom i otpadom hrvatskoga naroda. Pored toga, Stepinac je pokrenuo i časopis ‘Hrvati u tuđini’, a radnicima u Njemačkoj slao je svećenike, molitvenike i poruke. 